# Angel Martino
Angel Martino (* 25. April 1967 in Tuscaloosa, Alabama) ist eine ehemalige US-amerikanische Schwimmerin und dreifache Olympiasiegerin.
Bei den Olympischen Spielen 1992 in Barcelona gewann sie mit der Staffel die Goldmedaille über 4 × 100 m Freistil. Im Einzelwettkampf über 50 m Freistil erreichte sie den 3. Platz. Vier Jahre später bei den Olympischen Spielen in Atlanta war sie Captain der US-Schwimmstaffel und gewann mit dieser zwei weitere Goldmedaillen über 4 × 100 m Freistil und 4 × 100 m Lagen. Über 100 m Schmetterling und 100 m Freistil gewann sie zudem die Bronzemedaille und über 50 m Freistil reichte es zu Platz vier. Ihre Ernennung zum Captain wurde vielfach kritisiert, da sie 1988 wegen Nandrolon-Missbrauchs gesperrt wurde. Mit ihrem Alter von 29 Jahren war sie bis dahin die älteste US-amerikanische Schwimmerin, die eine olympische Medaille gewinnen konnte.
Zusätzlich zu ihren olympischen Medaillen konnte sie vier Goldmedaillen bei Panamerikanischen Spielen und sieben Goldmedaillen bei den Goodwill Games gewinnen. Bei den Kurzbahnweltmeisterschaften 1993 in Palma de Mallorca wurde sie Weltmeisterin im 100-m-Rückenschwimmen.